# Velsdorf
Velsdorf este o comună din landul Saxonia-Anhalt, Germania.